# Sandrans
Sandrans est une commune française située dans le département de l'Ain, en région Auvergne-Rhône-Alpes.
Ses habitants s'appellent les Sandranais.

## Géographie
La commune de Sandrans est située dans la région des étangs, au carrefour des routes Châtillon-Villars et Marlieux-St Trivier. La planitude du relief n'est interrompue que par la vallée de la Chalaronne. La superficie est de 2 903 hectares. Il y a 54 étangs en production de pêche.

### Climat
Pour des articles plus généraux, voir Climat d'Auvergne-Rhône-Alpes et Climat de l'Ain.
En 2010, le climat de la commune est de type climat océanique dégradé des plaines du Centre et du Nord, selon une étude du CNRS s'appuyant sur une série de données couvrant la période 1971-2000. En 2020, Météo-France publie une typologie des climats de la France métropolitaine dans laquelle la commune est dans une zone de transition entre le climat semi-continental et le climat de montagne et est dans la région climatique Bourgogne, vallée de la Saône, caractérisée par un bon ensoleillement (1 900 h/an), un été chaud (18,5 °C), un air sec au printemps et en été et des vents faibles.
Pour la période 1971-2000, la température annuelle moyenne est de 11,4 °C, avec une amplitude thermique annuelle de 17,8 °C. Le cumul annuel moyen de précipitations est de 884 mm, avec 10,2 jours de précipitations en janvier et 7,7 jours en juillet. Pour la période 1991-2020, la température moyenne annuelle observée sur la station météorologique de Météo-France la plus proche, sur la commune de Marlieux à 7 km à vol d'oiseau, est de 12,2 °C et le cumul annuel moyen de précipitations est de 909,1 mm,. Pour l'avenir, les paramètres climatiques de la commune estimés pour 2050 selon différents scénarios d'émission de gaz à effet de serre sont consultables sur un site dédié publié par Météo-France en novembre 2022.

## Urbanisme

### Typologie
Au 1er janvier 2024, Sandrans est catégorisée commune rurale à habitat dispersé, selon la nouvelle grille communale de densité à 7 niveaux définie par l'Insee en 2022.
Elle est située hors unité urbaine. Par ailleurs la commune fait partie de l'aire d'attraction de Lyon, dont elle est une commune de la couronne,. Cette aire, qui regroupe 397 communes, est catégorisée dans les aires de 700 000 habitants ou plus (hors Paris),.

### Occupation des sols
L'occupation des sols de la commune, telle qu'elle ressort de la base de données européenne d’occupation biophysique des sols Corine Land Cover (CLC), est marquée par l'importance des territoires agricoles (75,8 % en 2018), en diminution par rapport à 1990 (77,7 %). La répartition détaillée en 2018 est la suivante : 
terres arables (53,8 %), eaux continentales (14,7 %), zones agricoles hétérogènes (12,3 %), prairies (9,2 %), forêts (8,3 %), zones urbanisées (1,2 %), cultures permanentes (0,5 %).
L'évolution de l’occupation des sols de la commune et de ses infrastructures peut être observée sur les différentes représentations cartographiques du territoire : la carte de Cassini (XVIIIe siècle), la carte d'état-major (1820-1866) et les cartes ou photos aériennes de l'IGN pour la période actuelle (1950 à aujourd'hui).

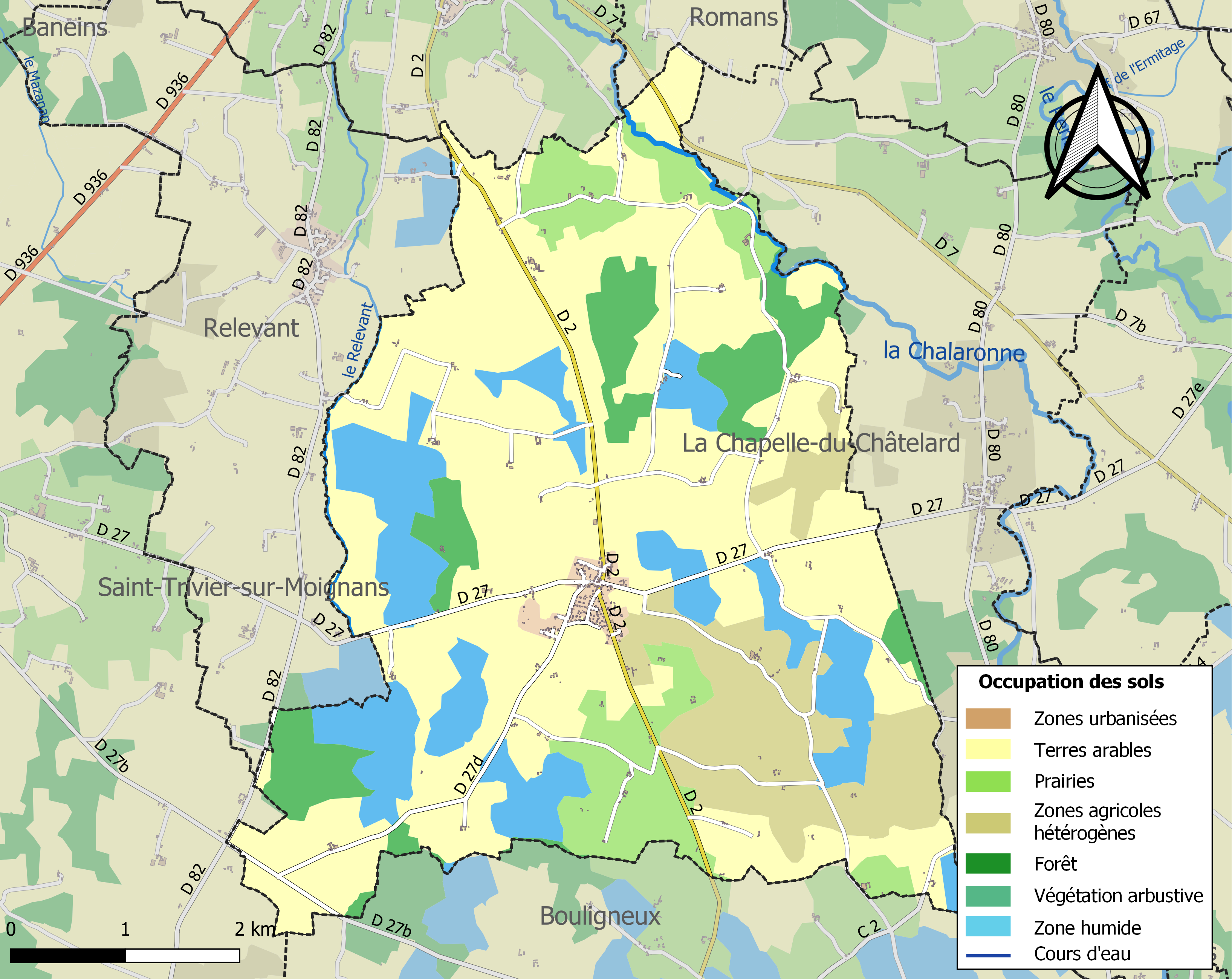
Carte des infrastructures et de l'occupation des sols de la commune en 2018 (CLC).

## Toponymie
Sandrens (1049-1109) ; Sendreens (1082) ; Sandraens (1103) ; Sendraens (1103-1104) ; Sandraent (1109) ; Sandreans (1131) ; Sandraenc (1132 environ) ; Sendrahens (1145 environ) ; Sandreens (1147) ; Sandrens (1149) ; Sendrens (1149-1156) ; Santdrens (1255) ; Santdreins (1299-1369) ; Sandreins (1389) ; Sandrans (1567) ; Sandrens (1656) ; Sandran (1789).

## Histoire

### Anciens fiefs

#### Bostuy et Brosse
Ces deux seigneuries en toute justice étaient possédée, vers 1500, par Hugues de la Balme, chevalier, seigneur du Tiret, mort en 1540. Après lui elle passa à Aynard de Fétans et à François de Fétans, fils d'Étienne de Fétans, chevalier, qui la vendirent, vers 1560, à Jean-Philibert de Groslée, lequel l'annexa à sa baronnie de Sandrans,.
La Poype et son château, en toutes justices, sont connues depuis le 14e siècle. des titres de reconnaissances et hommages pour cette baronnies existent à la chambre des comptes de Dijon. Elles ont été répertoriées par Peincedé. En 1327 le seigneur de Villars prête hommage au nom de la veuve de Jean de Saint-Triviers (archives départementales de Dijon Peincedé V20 p 42). Le comte de Villars rend hommage encore en 1347, 1359 (Peincedé V21 p 229). le 13 avril 1357 Sybille de La Palud rend hommage au sire de Villars pour son château de Sandrans (Peincedé V20 p 13). En 1366 et 1369 Jean de LA PALUD rend hommage au même pour son château de de la poype de Sandrans Peincedé V20 p 37 et p 68). En 1368 c'est Hugues de La Palud qui rend hommage. Le 14 juillet 1377, Hugues rend hommage aux comte de Savoie. Un dénombrement la baronnie de Sandrans a lieu le 21 novembre 1602 pour Emmanuel Philibert de LA BAUME, consistant en un château avec toutes justices et les seigneuries de Brosse et Bostuy (Peincedé V14 P 29). En 1680 c'est Jean CHarrier qui est propriétaire de la baronnie. il l'a revend en 1684 à Laurent de CORDON. La famille garda le château pendant des siècles. Leur blason : d'argent à trois chardons d'or.

## Politique et administration

### Découpage territorial
La commune de Sandrans est membre de la communauté de communes de la Dombes, un établissement public de coopération intercommunale (EPCI) à fiscalité propre créé le 1er janvier 2017 dont le siège est à Châtillon-sur-Chalaronne. Ce dernier est par ailleurs membre d'autres groupements intercommunaux.
Sur le plan administratif, elle est rattachée à l'arrondissement de Bourg-en-Bresse, au département de l'Ain et à la région Auvergne-Rhône-Alpes. Sur le plan électoral, elle dépend du  canton de Châtillon-sur-Chalaronne pour l'élection des conseillers départementaux, depuis le redécoupage cantonal de 2014 entré en vigueur en 2015, et de la quatrième circonscription de l'Ain  pour les élections législatives, depuis le dernier découpage électoral de 2010.

### Administration municipale
| Période                                  | Période      | Identité          | Étiquette | Qualité               |
| ---------------------------------------- | ------------ | ----------------- | --------- | --------------------- |
| Les données manquantes sont à compléter. |              |                   |           |                       |
| juin 1995                                | mars 2008    | Robert Berthaud   |           |                       |
| mars 2008                                | 2009         | Richard Duisit    |           |                       |
| juin 2009                                | juillet 2020 | Bernard Ollagnier | SE        | Retraité              |
| juillet 2020                             | En cours     | Bernard Taponat   | SE        | Chauffeur poids lourd |

### Tendances politiques et résultats
| Scrutin             | Scrutin             | 1er tour | 1er tour | 1er tour | 1er tour | 1er tour | 1er tour | 1er tour | 1er tour  | 1er tour | 1er tour | 1er tour | 1er tour | 2d tour | 2d tour | 2d tour | 2d tour | 2d tour | 2d tour |
| Scrutin             | Scrutin             | 1er      | 1er      | %        | 2e       | 2e       | %        | 3e       | 3e        | %        | 4e       | 4e       | %        | 1er     | 1er     | %       | 2e      | 2e      | %       |
| ------------------- | ------------------- | -------- | -------- | -------- | -------- | -------- | -------- | -------- | --------- | -------- | -------- | -------- | -------- | ------- | ------- | ------- | ------- | ------- | ------- |
| Présidentielle 2017 | Présidentielle 2017 |          | FN       | 34,26    |          | LR       | 26,85    |          | EM        | 16,67    |          | DLF      | 8,02     |         | EM      | 50,00   |         | FN      | 50,00   |
| Présidentielle 2022 | Présidentielle 2022 |          | RN       | 33,60    |          | LREM     | 29,63    |          | REC       | 9,52     |          | LFI      | 9,26     |         | RN      | 54,26   |         | LREM    | 45,74   |
| Législatives 2022   | 4e                  |          | RN       | 31,80    |          | LREM-Ens | 16,32    |          | LFI-Nupes | 15,48    |          | LR       | 15,06    |         | RN      | 68,02   |         | LFI     | 31,98   |
| Législatives 2024   | 4e                  |          | RN       | 57,18    |          | HOR-Ens  | 16,57    |          | EELV-NFP  | 13,81    |          | LR       | 11,60    |         | RN      | 60,40   |         | HOR     | 39,60   |

## Démographie
L'évolution du nombre d'habitants est connue à travers les recensements de la population effectués dans la commune depuis 1793. Pour les communes de moins de 10 000 habitants, une enquête de recensement portant sur toute la population est réalisée tous les cinq ans, les populations de référence des années intermédiaires étant quant à elles estimées par interpolation ou extrapolation. Pour la commune, le premier recensement exhaustif entrant dans le cadre du nouveau dispositif a été réalisé en 2006.
En 2022, la commune comptait 578 habitants, en évolution de +9,89 % par rapport à 2016 (Ain : +5,15 %, France hors Mayotte : +2,11 %).
| 1793 | 1800 | 1806 | 1821 | 1831 | 1836 | 1841 | 1846 | 1851 |
| ---- | ---- | ---- | ---- | ---- | ---- | ---- | ---- | ---- |
| 578  | 410  | 561  | 578  | 554  | 569  | 579  | 612  | 644  |

| 1856 | 1861 | 1866 | 1872 | 1876 | 1881 | 1886 | 1891 | 1896 |
| ---- | ---- | ---- | ---- | ---- | ---- | ---- | ---- | ---- |
| 631  | 622  | 623  | 644  | 571  | 613  | 645  | 640  | 605  |

| 1901 | 1906 | 1911 | 1921 | 1926 | 1931 | 1936 | 1946 | 1954 |
| ---- | ---- | ---- | ---- | ---- | ---- | ---- | ---- | ---- |
| 556  | 557  | 611  | 507  | 511  | 485  | 470  | 497  | 461  |

| 1962 | 1968 | 1975 | 1982 | 1990 | 1999 | 2006 | 2011 | 2016 |
| ---- | ---- | ---- | ---- | ---- | ---- | ---- | ---- | ---- |
| 416  | 361  | 366  | 379  | 346  | 416  | 502  | 521  | 526  |

| 2021 | 2022 | - | - | - | - | - | - | - |
| ---- | ---- | - | - | - | - | - | - | - |
| 567  | 578  | - | - | - | - | - | - | - |

## Culture et patrimoine

### Espéranto
Sandrans fait partie des communes ayant reçu l’étoile verte espérantiste, distinction remise aux maires de communes recensant des locuteurs de la langue construite espéranto.

### Lieux et monuments

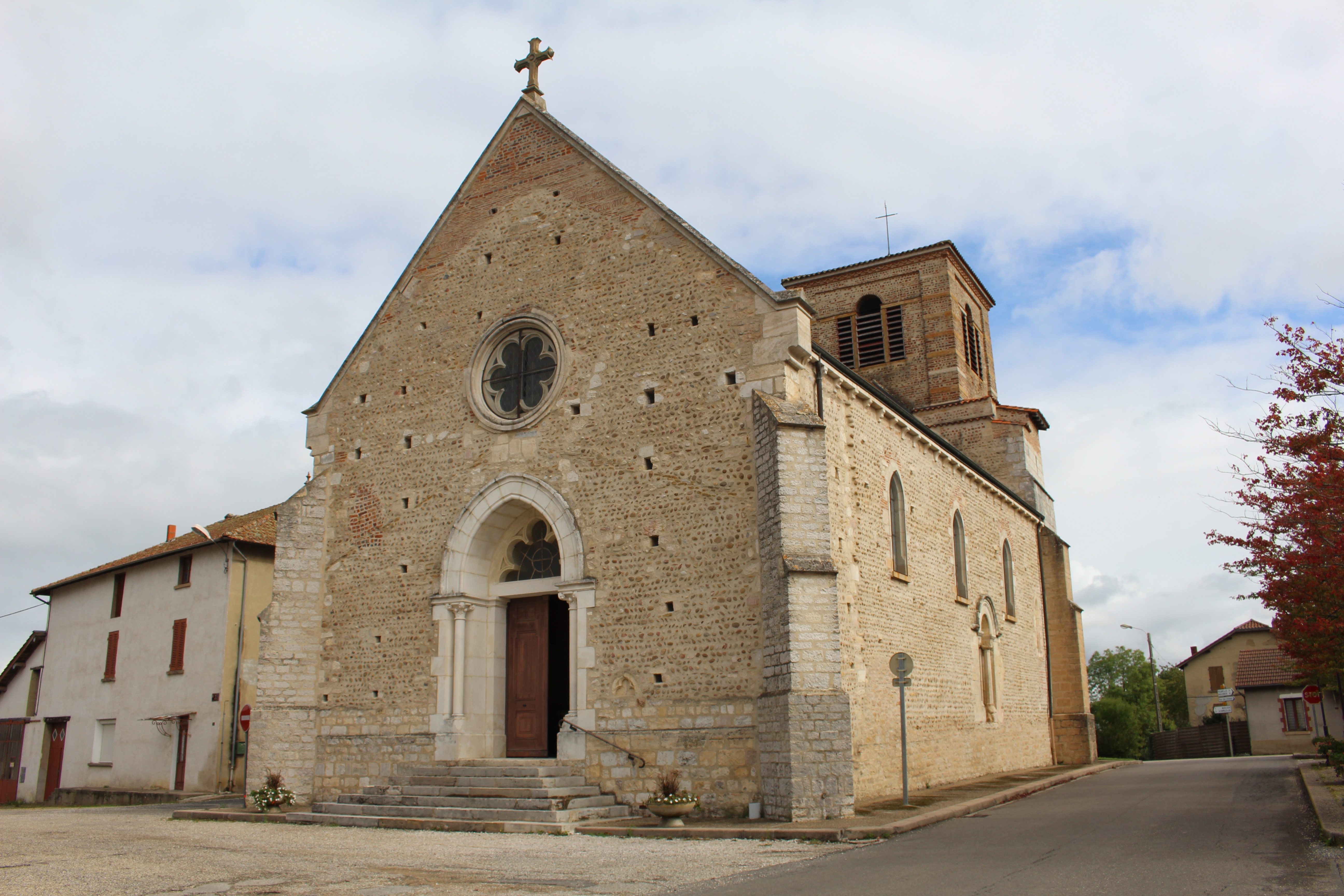
L'église de Sandrans.

- Église Saint-Priest du XIIe siècle partiellement inscrite au titre des monuments historiques depuis le 21 octobre 1926[26].
- Château de Sandrans. Il fut la possession de gentilhomme qui en porte le nom[27].

Joseph Folch de Cardon de Sandrans y est né.
- Motte dite « poype de Richemont » citée en 1396[28].

### Espaces verts et fleurissement
En 2014, la commune de Sandrans bénéficie du label « ville fleurie » avec « 1 fleur » attribuée par le Conseil national des villes et villages fleuris de France au concours des villes et villages fleuris.

### Personnalités liées à la commune
- Jacques Gaspard Folch de Cardon de Sandrans, seigneur de la Roche, achète en 1684 la baronnie de Sandrans.
- Joseph Folch de Cardon de Sandrans (1739-1799), né et mort à Châtillon-les-Dombes, baron de Sandrans, officier, député de la noblesse aux États généraux de 1789 puis maire de Sandrans[30],[31].

### Héraldique
| Blason de Sandrans | Blason  | De gueules à trois chardons coupés d'or.         |
| Blason de Sandrans | Détails | Le statut officiel du blason reste à déterminer. |